# Ібн Баттута
Абу Абдала́х Муха́мед Ібн Абдалла́х аль Лава́л ат Танджи́ (араб. أبو عبد الله محمد ابن بطوطة, ібн Баттута; 24.02.1304 р., Танжер — 1377 р., Фес) — арабський мандрівник, який за 29 років безперервних мандрівок згідно з сучасними орієнтовними підрахунками промандрував понад 120 тисяч кілометрів, що більше ніж втричі перевищує протяжність екватора. Бербер з Танжера (Марокко).
Протягом 1325—1349 подорожував Аравією, Єгиптом, Іраном, Малою Азією, з Сінопу, переплив Чорне море, досяг Криму. Згодом ібн Баттута побував у Хорезмі, Бухарі, Афганістані, Індії та Китаї. Відвідав Крим і Південну Україну, залишив цінні описи цих подорожів.
У 1349 році повернувся до Марокко.
Упродовж 1352—53 років мандрував Суданом, дійшов до Тімбукту на ріці Нігер. Останні роки свого життя провів у місті Фесі. Оповіді Ібн Баттути про свої подорожі, які він протягом декількох місяців надиктував секретарю місцевого султана, науковцю, шейху з Гранади Мухаммаду ібн Джузаю, лягли в основу книги «Подарунок споглядачам про дива міст та чуда подорожей». По смерті автора книга надовго була забута, поки сирійський поет XVII століття Абу Муфліх не витяг з неї опис святих місць, мусульманських подвижників і їхніх чудодійств. Книга з цими витягами на початку XIX століття потрапила в Європу, і тільки тоді на працю Ібн Баттути звернули увагу в науковому світі. Португальський чернець Жозе Моура видав у 1840 році перший том книги Ібн Баттута. Британський сходознавець Гамільтон Гібб (Hamilton Alexander Rosskeen Gibb; 1895—1971) переклав книгу практично повністю, витративши на це 40 років свого життя, настільки великою за обсягом є вона. Твір ібн Баттути є цінним джерелом з історії України.

## Походження
Джерелом усіх відомостей про ібн Баттуту є автобіографічна інформація у оповіді про його мандрівки. Ібн Баттута народився в берберській родині ісламського юриста в Танжирі, Марокко, коли там правила династія Маринідів. У юності він, мабуть, вивчав мусульманське право у сунністському малікітському мазхабі, які становили тоді більшість у Північній Африці.

## Перший «хадж». Подорож 1325—1332 років
У червні 1325 року він вирушив із рідного міста у «хадж» — паломництво у Мекку. Мандрівка повинна була тривати 16 місяців, але він повернувся у Марокко лише через 24 роки.
Надалі у своїй книзі він писав:
|  | Я вирушив на самоті, без товариша, дружба якого розважала б мене в дорозі, без каравану, до якого міг би приєднатися, мене спонукали рішучість, і сильне прагнення душі, і пристрасне бажання побачити шляхетні святині. Я твердо вирішив розлучитися з друзями — чоловіками і жінками, покинути батьківщину, як птахи залишають своє гніздо. |

### Магриб
Ібн Баттута подорожував суходолом, уздовж північноафриканського узбережжя, проходячи через султанати Абвалвадідів та Хафсидів. Шлях лежав через Тлемсен, Беджаю та Туніс, в якому він зупинився на два місяці. Зазвичай він приставав до каравану, щоб зменшити ризик нападу бедуїнів. У місті Сфакс він вперше одружився.
Ранньою весною 1326, подолавши 3500 км шляху, Ібн Баттута добрався до порту Александрія, який тоді був частиною мамлюцької держави Бахрі. Впродвож кількох тижнів він знайомився з містом, а потім попрямував у глибину континенту до Каїру, великого важливого міста, столиці держави мамлюків. У Каїрі він зупинився на місяць. Подорож у межах мамлюцької території була порівняно безпечною, і він вирішив зробити невеликий гак. До Мекки вели три шляхи, й Ібн Баттута вибрав той, яким подорожували найменше: вгору долиною Нілу, потім на схід до Червоного моря, до порту Айдаб. Однак на підступах до міста його зупинило місце повстання, і він змушений був повернути назад.
Повернувшись до Каїра, Ібн Баттута здійснив ще одну мандрівку вбік — у Дамаск, який тоді був під владою мамлюків. Під час першої мандрівки Ібн Баттута зустрів святу людину, шейха Абула Гасана аль Шаділі, який пророкував йому, що він зможе добратися до Мекки тільки через Сирію. Крім того мандрівника приваблювала можливість відвідати інші святі місця: Хеврон, Єрусалим та Вифлеєм, а мамлюки прикладали чимало зусиль для забезпечення безпеки для паломників.
Провівши священний місяць Рамадан у Дамаску, Ібн Баттута пристав до каравану, що йшов до Медіни, місця поховання пророка Магомета. У Медіні він затримався на 4 дні, й вирушив далі, до Мекки. Там він здійснив звичний ритуал мусульманського паломника й став хаджі. Час було б і додому, але він вирішив продовжити мандри. Наступним став ільханат, розташований на сучасній території Іраку й Ірану.

### Ірак та Персія
17 листопада 1326, провівши місяць у Мецці, Ібн Баттута долучився до каравану паломників, що поверталися до Іраку. Спочатку караван пішов на північ до Медіни, а далі, ночами, на північний схід через плато Неджд до Наджафа. Мандрівка тривала 44 дні. У Наджафі Ібн Баттута відвідав мавзолей Алі, першого імама й четвертого правовірного халіфа, зятя Магомета, якого в наш час особливо вшановують шиїти.
Тут йому б піти далі з караваном до Багдада, але його ноги повернули на інший шлях, і він 6 місяців мандрував Персією. Спочатку з Наджафа до Васіта, а далі, на південь вздовж Тигру до Басри. Далі — через нагір'я Загрос в Ісфахан. Звідти — на південь, до Шираза, великого міста, яке не зачепила хвиля руйнування внаслідок монгольського нашестя, що знищила багато міст, розташованих північніше. Нарешті, Ібн Баттута пішов назад, через гори до Багдада й добрався туди у червні 1327. Частина міста лежала в руїнах після нападу війська Хулагу-хана.
У Багдаді він довідався, що Абу Саїд, останній монгольський правитель об'єднаного ільханату, покидає місто з великим почтом, прямуюючи на північ. Ібн Баттута йшов частину шляху з його караваном, а далі повернув північніше до міста Табріз, що лежало на Великому шовковому шляху. Це місто першим із міст регіону відкрило міську браму перед монголами й стало важливим торговим центром після того, як його конкуренти були знищені.
Знову повернувшись у Багдад, мабуть у липні, Ібн Баттута зробив поїздку на північ, вздовж Тигру й побував у Мосулі, Джизре та Мардіні. Останні два міста розташовані на території сучасної Туреччини. Повертаючись до Мосула, він долучився до каравану паломників, що йшов до Багдаду, щоб зустрітися із іншим караваном і разом перейти Аравійську пустелю до Мекки. Під час цього переходу Ібн Баттута захворів на діарею й прийшов у Мекку ослабленим і виснаженим. Так здійснився його другий хадж.

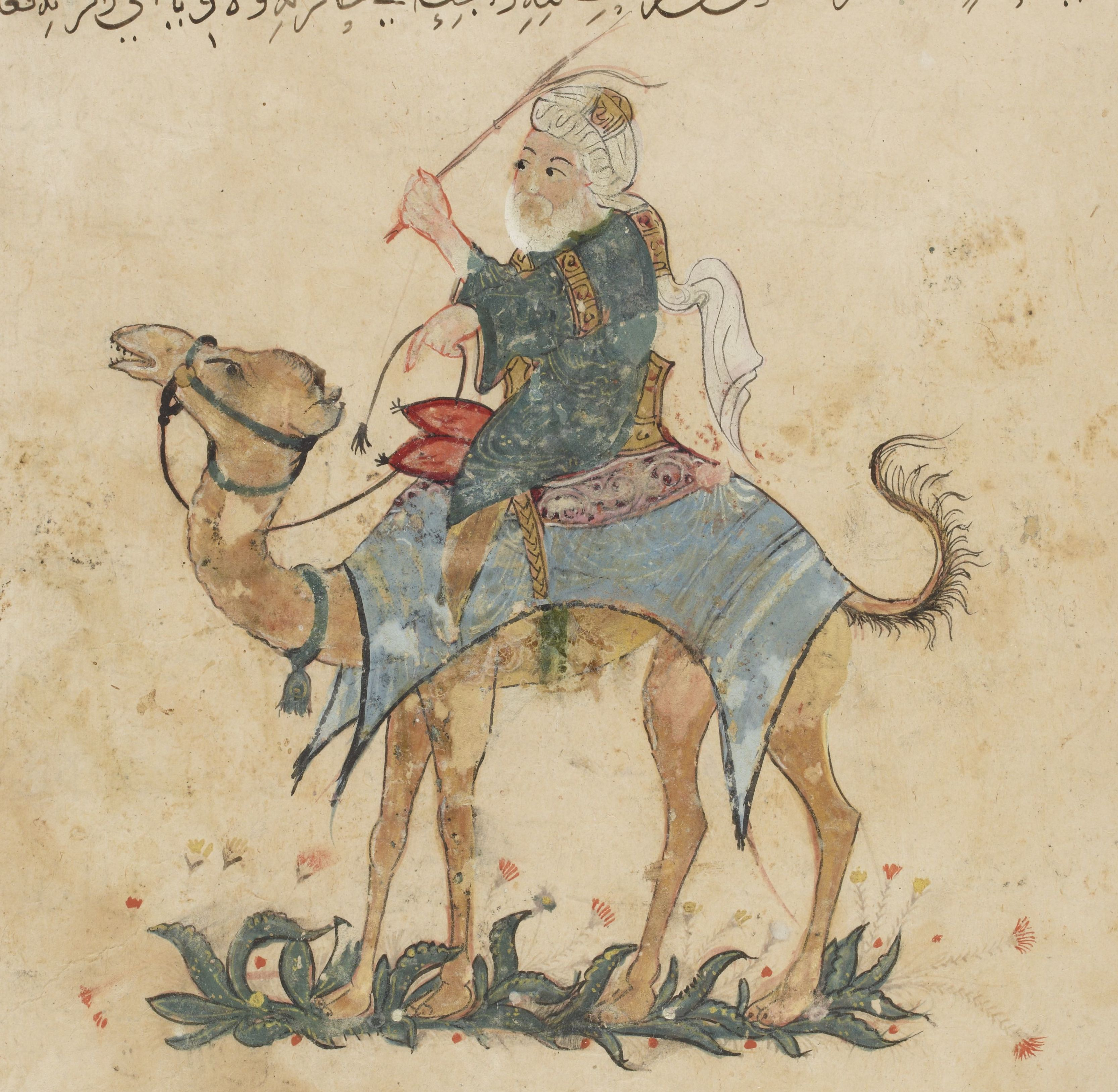
Ібн Баттута

### Аравійський півострів
У Мецці Ібн Баттута дещо затримався. У «Подарунку» говориться, що він жив у місті три роки: з вересня 1327 до осені 1330. Але через плутанину з хронологією, деякі коментатори вважають, що він мабуть, жив там лише рік, до 1328.
Вийшовши з Мекки після хаджу 1328 (або 1330) він подався до порту Джидда на березі Червоного моря, а звідти кораблями вздовж узбережжя. Суднам доводилося долати південно-східні вітри, а тому просувалися вони повільно. Добравшись до Ємену, Ібн Баттута побував у Забіді, потім у високогірному Таїзі, де зустрівся з маліком Муджахідом Нур-ад-Дін Алі з династії Расулідів. Ібн-Баттута також стверджує, що відвідав Санаа, але дослідники в цьому сумніваються. Ймовірніше, що він із Таїзу подався прямо до портового міста Аден і прибув туди на початку 1329 або 1331. Аден був важливим транзитним центром у торгівлі між Індією та Європою.

### Сомалі
В Адені Ібн Баттута сів на корабель, що плив спочатку до Зейли, що на сомалійському боці Аденської затоки. Потім він поплив до мису Гвардафуї і далі за нього вздовж східного узбережжя Африки. Проводячи в кожномі місці приблизно тиждень, мандрівник добрався до Могадішо. У ті часи Могадішо було найбільшим і найзначнішим містом у, як тоді говорили, «Країні берберів», яка тепер відома під назвою Африканський ріг. Коли туди в 1331 прибув Ібн Баттута, місто було в зеніті процвітання. Ібн Баттута описав Могадішо, як надзвичайно велике місто із великою кількістю багатих купців, знамените високоякісними тканинами, які воно експортувало в Єгипет та інші країни. Він додав, що містом править сомалійський султан, бербер із північного Сомалі, який розмовляє однакова добре як сомалійською мовою (Ібн Баттута називає її могадіською), так і арабською. У султана завжди були під рукою готові до послуг візирі, правники, воєводи, євнухи.

### Узбережжя суахілі
Від Могадішо Ібн Баттута поплив ще далі на південь, в краї, які тоді називалися арабською Білад аль-Занж — Землі Занжів, тобто чорних. Однієї ночі корабель зупинився біля острівного міста Момбаса. У ті часи це було ще маленьке і незначне місто, свого розквіту воно досягне тільки в наступному столітті. Звідти Ібн Баттута поплив далі на південь до острівного міста Кілва, що наразі належить Танзанії, що було важливим транзитним центром в торгівлі золотом.. Він описав місто, як одне з найгарніших і найкраще збудованих у світі.
Коли мусони змінили напрям, Ібн Баттута повернувся до Аравії, побував у Омані, проплив Ормузьку протоку і прибув до Мекки до хаджу 1330 (або 1332).

## Подорож 1332—1347 років

### Візантія, Золота Орда, Анатолія, Центральна Азія, Індія

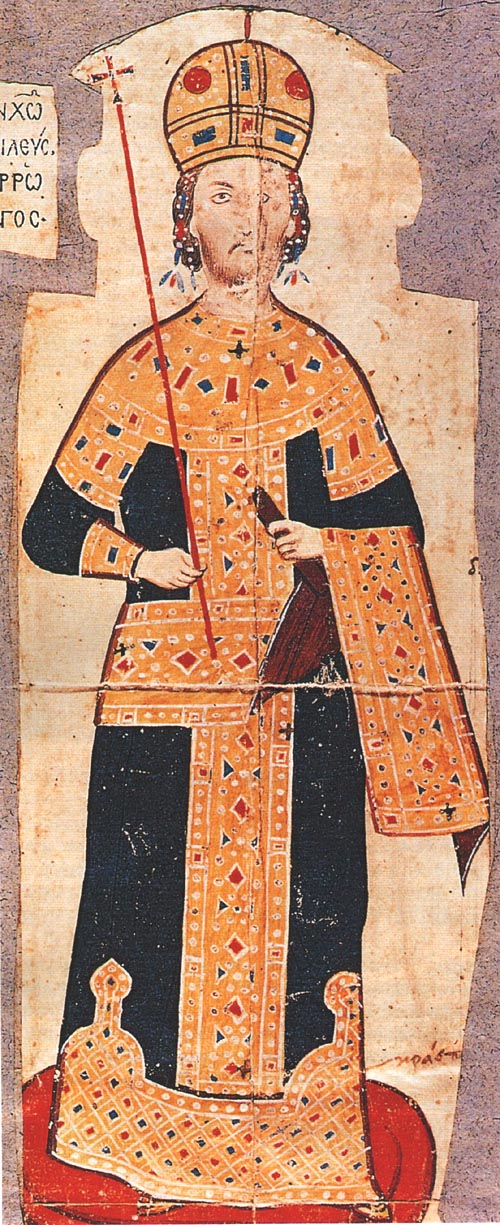
Андронік III Палеолог

Проживши ще рік у Мецці, Ібн Баттута вирішив поступити на службу до делійського султана Мугаммада бін Туґлака. Для мандрівки в Індію йому потрібен був провідник і тлумач, тому в 1330 чи 1332 він вирушив до Анатолії, яка тоді була в руках у турків-сельджуків, і приєднався до каравану, що прямував до Індії. Він виплив з сирійського порту Латакія на генуезькому кораблі й висадився в Аланії, що на південному узбережжі сучасної Туреччини. З Аланії він пройшов до Конії і далі до Синопа, міста на березі Чорного моря.
Перепливши через море, Ібн Баттута висів у кримському місті Каффі, теперішній Феодосії, й потрапив на землі Золотої Орди. Він купив воза й приєднався до каравану Узбек-хана, який подорожував до Астрахані, міста на Волзі.
Добравшись до Астрахані, хан дозволив своїй вагітній дружині, принцесі Баялун, можливо незаконнонародженій доньці візантійського імператора Андроніка III Палеолога повернутися на час пологів додому в Константинополь. Ібн Баттута попросився її супроводжувати, і вперше вибрався за межі ісламського світу.
У Константинополь він потрапив під кінець 1332 або 1334 року. Там він зустрівся з візантійським царем, відвідав Софіївський собор і розмовляв із православними священиками. Після місяця в Константинополі Ібн Баттута вирушив у подорож назад, в Астрахань, а потім пішов далі в напрямку Аральського моря, до Бухари й Самарканда. Звідти він пішов на південь у Афганістан, через гірські перевали й до Індії. У «Подарунку» він описує Гіндукуш.
Султан Мугаммад бін Туґлак із династії Туґлак славився як найбагатша людина в ісламському світі. Він тримав у себе численних учених, суфіїв, каді, візирів, необхідних для зміцнення держави. Подібно до держави мамлюків у Єпипті, Делійський султанат залишився серед небагатьох міцних твердинь ісламу після монгольського нашестя. Завдяки рокам навчання в Мецці Ібн Баттута отримав посаду каді, тобто судді, при султані.
В Індії Ібн Баттута побував також у місті Гансі у царстві Сарсатті. Він описує місто «як одне з найкрасивіших, найкраще збудованих і найбільш населених; воно оточене міцними мурами, а його засновник — легендарний невірний правитель на ймення Тара».
Ібн Баттута прослужив на посаді каді 6 років. Туґлак навіть за мірками тих часів був людиною хаотичної поведінки й становище Ібн Баттути при ньому не було певним: правитель то ставився до нього як до відданого й гідного довіри підлеглого, то підозрював його у державній зраді. Врешті-решт, Ібн Баттута вирішив покинути посаду, використавши як привід бажання здійснити ще один хадж. Однак султан попросив його стати послом держави в Китаї, де правила династія Юань. Ібн Баттута скористався можливістю водночас опинитися подалі від султана й побачити нові землі.

### Південно-Східна Азія та Китай

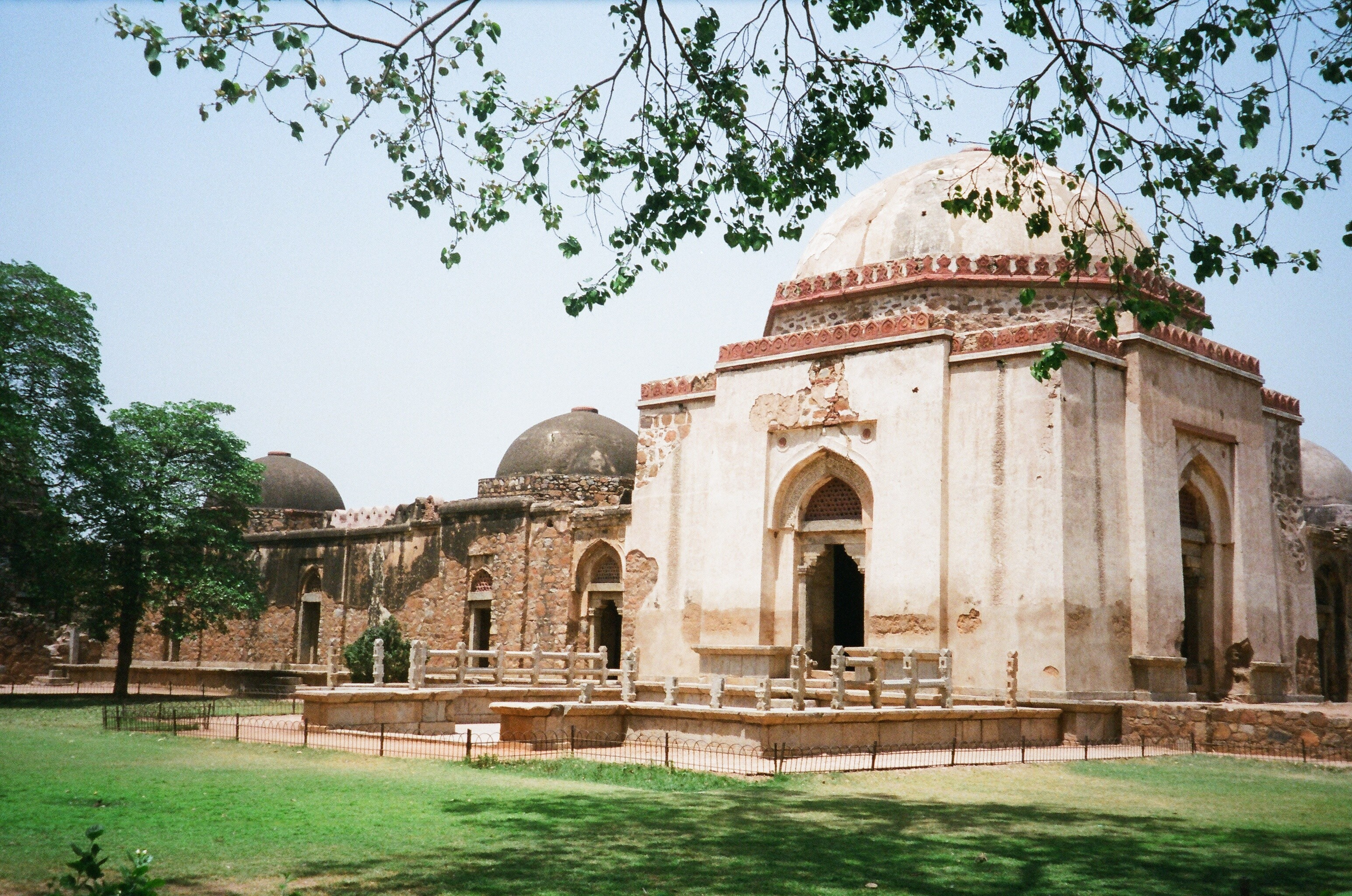
Впродовж 6 років Ібн Баттута обіймав посаду каді в державі Мугаммада ібн Туґлака.

Ібн Баттута вирушив до Китаю, проте дорогою до узбережжя на загін Ібн Баттути напали індуси. Його відрізали від інших, пограбували, й він ледь не втратив життя. Втім, йому пощастило знову наздогнати загін через десять днів, і він продовжив подорож до Хамбату, міста на західному узбережжі Індії. Звідти від поплив морем до Калікуту, теперішнього Кожікоде, місця, де через два століття висадився Васко да Гама. Коли Ібн Баттута зійшов на берег і пішов у мечеть, надлетів шторм, і потопив один із кораблів експедиції. Інші кораблі поквапилися відплисти без нього. Все завершилося тим, що через кілька місяців він опинився в руках місцевого правителя.
Повернутися в Делі він боявся, тож залишився на певний час на півдні Індії під протекцією Джамаль-уд-Діна. Це був правитель невеликого, але міцного Наваятського султанату, що розкинувся на берегах річки Шараваті біля Аравійського моря. Коли султана скинули з трону, Ібн Баттуті довелося покинути Індію. Він вирішив продовжувати свій шлях у Китай, але на початку подорожі зробив гак, відвідавши Мальдіви.

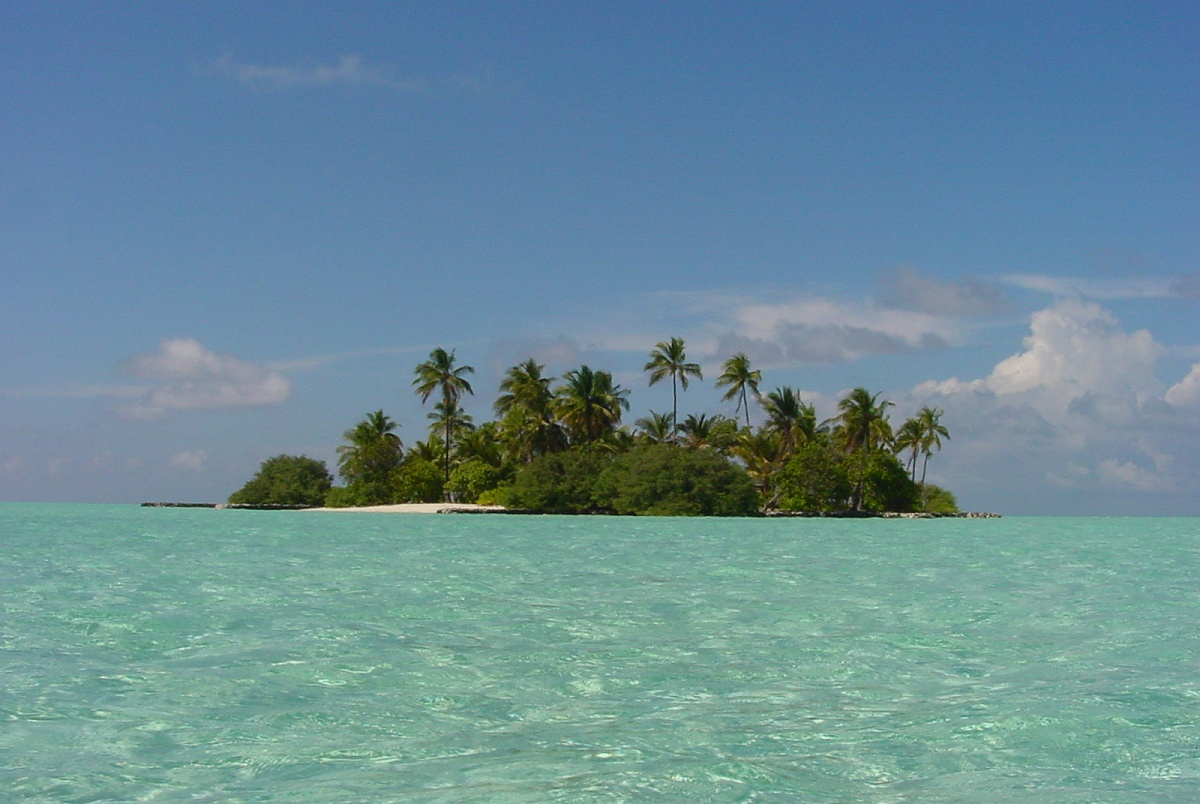
Один з Мальдівських островів.

На Мальдівських островах він провів дев'ять місяців, більше, ніж розраховував. Його послуги як високопоставленого каді були дуже бажані на островах, де іслам тільки нещодавно прийшов на заміну буддизму. Його наполовину підкупили, а наполовину змусили залишитися. Він отримав посаду верховного судді й одружився з родичкою правителя Омара I. У результаті Ібн Баттута опинився у вирі місцевої політики, й врешті-решт зміг вирватися тільки тоді, коли його строгі присуди вичерпали терпіння в державі з доволі ліберальними звичаями. У «Подарунку» він лементує щодо місцевих жінок, які розгулювали, не маючи жодного одягу вище талії. Місцева влада не звертала жодної уваги на його критику таких звичаїв. З Мальдівів він поплив на Шрі Ланку, щоб побачити Пік Адама.
Випливши із Шрі Ланки, його корабель ледь не затонув під час бурі, а потім на корабель, який його врятував, напали пірати. Ібн Баттуту висадили на беріг, і він знову повернувся до Кожікоде, звідки знову поплив на Мальдіви, перш ніж сісти на китайську джонку, щоб все ж добратися до Китаю, де правила монгольська династія Юань.
Цього разу все склалося добре, він швидко добрався до Читтагонга, але змінив напрям і поплив до Сильхета, де зустрівся із шахом Джалалем, правителем держави на території сучасного Бангладешу. Потім він поплив ще далі на північ до Ассаму, звідки повернувся на початковий шлях, що вів до Суматри, Малакки, В'єтнаму, Філіппін, і, нарешті до Гуанчжоу.
Ібн Баттута першим чином згадує про вміння китайців малювати портрети новоприбулих чужинців. Також він розповідає про китайську кухню, і про те, що в ній використовується м'ясо також тварин, як жаби. У Гуанчжоу він відвідав Гору пустельника і мав коротку розмову із даоським ченцем. Після Гуанчжоу він продовжив свою подорож на північ, до міста Ханчжоу, що розташоване неподалік від сучасного Шанхаю. Він описує також мандрівку ще далі через Великий канал до Пекіна, однак на час його прибуття між монголами династії Юань розпочалася відкрита боротьба за владу, тож Ібн Баттута із провідником вирішили повернутися на південне узбережжя. Команда китайської джонки, яку він винайняв, щоб повернутися до Південно-Східної Азії, взяла в нього за проїзд непомірно велику суму, і він втратив багато з того, що йому вдалося зібрати в Китаї.

## Повернення на батьківщину та Чорна смерть
Повернувшись у Гуанчжоу в 1346 році, Ібн Баттута розпочав далеку подорож назад у Марокко. У Калікуті (Кожікоде) він думав, чи не віддатися на милість Мугаммада ібн Туґлака, але не зважився, і вирішив продовжувати свій шлях до Мекки. Дорогою до Басри через Ормузьку протоку він довідався, що Абу Саїд, останній правитель ільханату помер у Персії, і його держава розвалилася, а між персами й монголами розпочалася жорстока війна.
Прибувши в Дамаск у 1348 році із наміром повторити свій перший хадж, він довідався, що його батько помер 15 років тому. Смерть правила бал в наступні кілька років — розпочалася страшна пандемія чуми, яка отримала назву Чорної смерті. Ібн Баттута став свідком того, як вона пройшла Сирією, Палестиною та Аравією. У Мецці він вирішив повернутися до Марокко. Відколи він покинув рідні краї минуло майже чверть століття. Дорогою він зробив останній невеликий гак, щоб відвідати Сардинію, і, нарешті, в 1349 році пробрався через Фес у Танжер. Дома він довідався, що кілька місяців тому померла його мати.

## Подорожі 1349—1354 років

### Андалусія

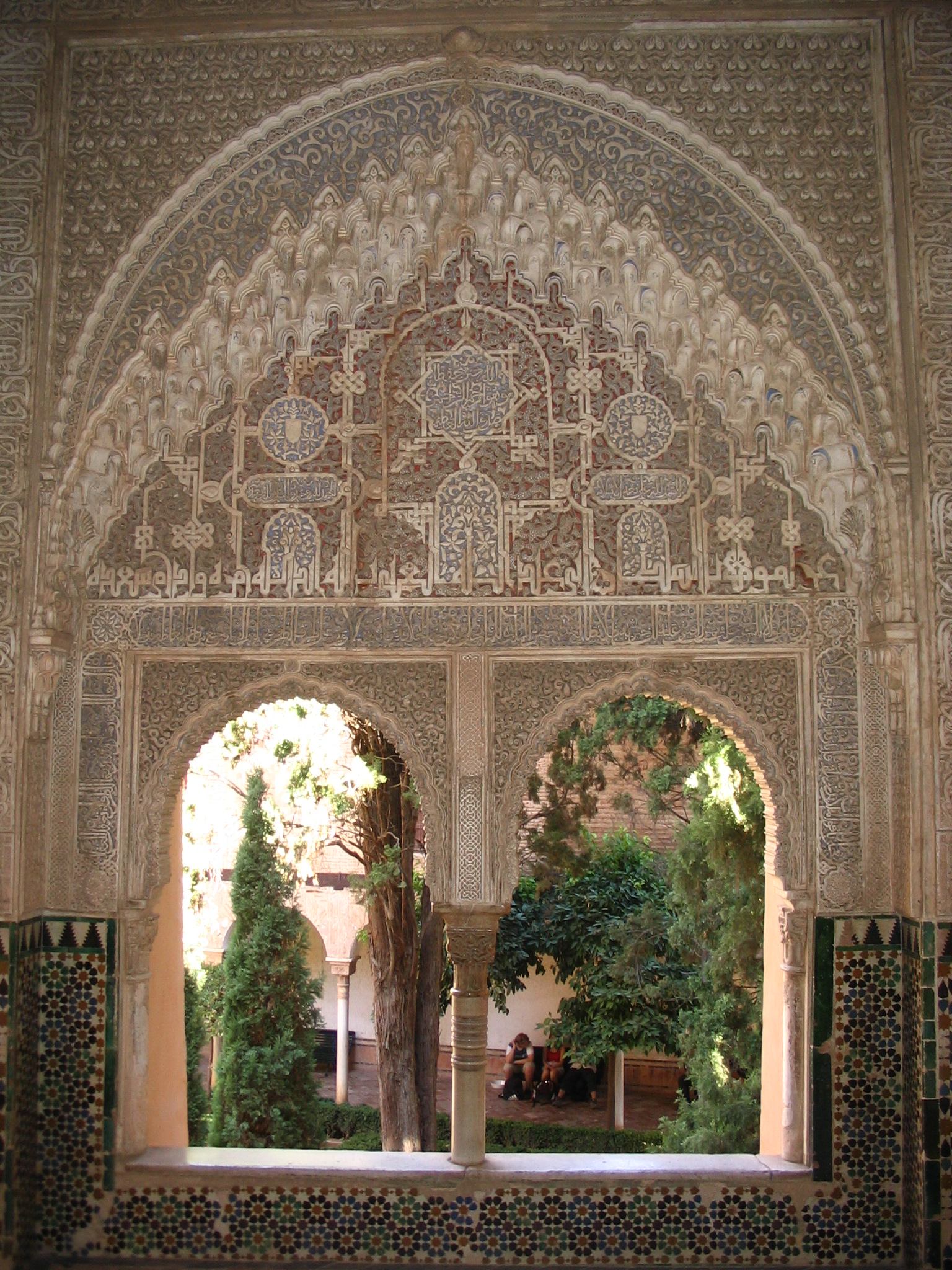
Арабески Альгамбри

У Танжері Ібн Баттута затримався тільки на кілька днів, після чого вирушив в дорогу — в Іберію. На Піренейському півострові тоді йшла війна між арабами й християнами. Король Кастилії Альфонсо XI захопив важливі міста Алькала-ла-Реаль і Альхесіраста та взяв в 1350 році в облогу Гібралтар. В цьому ж році Ібн Баттута приєднався до гурту мусульман, що виїжджав з Танжера на захист порту. Та, коли він прибув до Гібралтара, Альфонсо XI вже загинув під час облоги від епідемії чуми і небезпека відступила, тож Ібн Баттута вирішив скористатися нагодою оглянути Андалусію. Він проїхав через Валенсію і добрався до Гранади.

### Сахара і Імперія Малі
Повертаючись із Андалусії, він вирішив оглянути ту частину мусульманського світу, яку він ще не досліджував — райони в глибині Африки, що знаходидись за Магрибом і пустелею Сахара і належали імперії Малі. Він зупинився на короткий час у Марракеші, який після чуми і після переносу столиці у Фес став майже містом-тінню.
У Танжері Ібн Баттута знову затримався ненадовго. У 1324 році, ще за два роки до початку першого хаджу Ібн Баттути, правитель (манса) Малі, король королів, Муса проїздив через Каїр, здійснюючи свій власний хадж, і спричинив сенсацію своїм багатством — у Західній Африці було багато золота. Хоча Ібн Баттута прямо не згадує про це, чутки про багатства, можливо, посіяли цікавість у його голові, тож він вирішив відвідати мусульманські держави на південь від Сахари.
Восени 1351 Ібн Баттута виїхав із Фесу й добрався до міста Сіджильмаса на краю пустелі Сахари, де провів кілька місяців, за які придбав верблюдів для подальшої мандрівки. У лютому 1352 року споряджений ним караван вирушив у дорогу й через 25 днів прибув до висохлого соляного озера Тагаза, місця, де розташовувалися соляні копальні. Усі будинки в тій місцевості були збудовані із пластин, які раби племені Масуфа вирізали у солі й перевозили верблюдами. Місто Тагаза було торговим центром, куди стікалося золото із Малі, але воно Ібн Баттуті не сподобалося через рої мух і гнилу воду.
Після десятиденного перебування в Тагазі караван попрямував до оази Тасарала, де зупинився на три дні перед останньою найважчою ділянкою шляху через велику пустелю. З Тасарали вислали наперед розвідника із племені Масуфа, щоб він домовився в оазі Квалата про те, щоб звідти вислали воду назустріч спраглим мандрівникам. У Квалаті завершувався торговий шлях через Сахару. На час мандрівки Ібн Баттути вона входила до Малійської держави. У підсумку караван потратив на 1600-кілометровий шлях через пустелю два місяці
Далі Ібн Баттута пішов на південний захід вздовж річки, яка на його думку була Нілом, а насправді Нігером, доки не добрався до столиці держави Малі. Там він зустрівся з манса Сулейманом, який правив державою з 1341 року. Зустрівшись з не особливо гостинним прийомом, Ібн Баттута все ж затримався в столиці на вісім місяців. Йому не подобалося те, що рабині, служниці й навіть доньки султана майже не носили одягу. У лютому мандрівник рушив далі до Тімбукту. Впродовж наступних двох століть Тімбукту розростеться й стане найважливішим містом регіону, але в часи Ібн Баттути містечко було невеликим. У Тімбукту Ібн Баттута познайомився з місцевим купцем на ймення Абу Бакр Ібн Якуб, разом із яким дослідив навколишні землі й добрався кораблем до Гао, столиці імперії Сонгаї. Саме тоді Ібн Баттута вперше побачив бегемотів, яких місцеві човнярі боялися, оскільки ті перевертали човни й убивали людей, однак Ібн Баттута згадує також хитрощі, за допомогою яких місцеве населення полювало на бегемотів, здобуваючи їхнє м'ясо і шкіру. Мандрівник провів місяць у Гао, досліджуючи місцеву географію й знайомлячись із жителями. Уже подорожуючи назад через пустелю, він отримав в оазі Такедда звістку від султана Марокко, який велів йому повертатися додому. У вересні 1353 року мандрівник приєднався до великого каравану, який супроводжував 600 чорних рабинь, що дозволило йому прибути в Марокко на початку 1354-го року.

## «Подорожі»
Після повернення Ібн Баттута з ініціативи султана Марокко Абу Інан Фаріса продиктував свої спогади Ібн Джузаї, з яким мандрівник уже зустрічався раніше в Гранаді. Записи Ібн Джузаї залишаються єдиним свідченням пригод Ібн Баттути. Повну назву рукопису تحفة الأنظار في غرائب الأمصار وعجائب الأسفار можна перекласти, як «Подарунок тим, хто роздумує про дива міст та чуда мандрівок», але часто їх називають الرحلة, що означає «Подорожі».
Ніщо не свідчить про те, що Ібн Баттута робив якісь записи впродовж 29 років своїх мандрівок. Диктуючи свої спогади він, мабуть, покладався тільки на свою пам'ять або на те, що писали інші мандрівники. Описуючи Дамаск, Мекку, Медину та інші міста Ібн Джузаї безперечно копіював деякі місця з рукописів XII століття, що належали Ібн Джубайру. Аналогічно, більшість із описів міст у Палестині, Ібн Джузаї переписав з рукопису мандрівника XIII століття Могаммеда аль-Абдарі аль-Гігі.